# Chang Wen-Chung
Detta är ett kinesiskt namn; familjenamnet är Chang.
Chang Wen-Chung (förenklad kinesiska: 张文宗; traditionell kinesiska: 張文宗; pinyin: Zhāng Wénzōng), född den 17 april 1968 i Tainan på Taiwan, är en före detta basebollspelare som tog silver vid olympiska sommarspelen 1992 i Barcelona.